# Nemopalpus torrealbai
Nemopalpus torrealbai är en tvåvingeart som beskrevs av Oritz 1963. Nemopalpus torrealbai ingår i släktet Nemopalpus och familjen fjärilsmyggor.
Artens utbredningsområde är Venezuela. Inga underarter finns listade i Catalogue of Life.